# Гуринович, Адам
Ада́м Гиляри Ка́листович Гурино́вич (25 (13) января 1869, Ковальки, Вилейский уезд, Виленская губерния, теперь Мядельский район, Минская область — 2 февраля (23 января) 1894 фольварок Кристинополь Свенцянский уезд Виленская губерния, теперь Вилейский район, Минская область) — белорусский поэт, фольклорист, революционер.

## Биография
Род Гуриновичей известен с XV века (герб «Правдич»). Далёкие предки А. Гуриновича — по отцовской линии были татарами-мусульманами и носили фамилию Гурин. Мать происходила из гетманского рода Сенявских. Родной дядя - Обдон Иосафатович Гуринович - также родился в фольварке Кристинополь (Вилейский район). Похоронен на католическом кладбище в д. Константиново Свирского сельсовета (Мядельский район). На надгробном камне есть запись: "Обдон Гуринович, умер 27 октября 1896 года, в возрасте 88 лет. Боже, спаси его душу".
Рано осиротел (отец умер, когда сыну было семь лет). В 1879-1887 учился в Виленском реальном училище. Вместе с братьями и сёстрами жил на Пирамонтском переулке в Вильно. В 1887-1893 годах учился  в Петербургском технологическом институте. Из-за болезни учёба прервалась, поскольку в декабре 1887 он заболел тифом и находился в Александровской городской больнице. Осенью 1888 года начал занятия снова с первого курса.
Проводил фольклорно-этнографические сборы. В 1890 переслал свои записи Яну Карловичу в Варшаву; были изданы в 1893 в Кракове. Некоторое время возглавлял созданный в 1889 нелегальный «Кружок молодёжи польско-литовско-белорусской и малороссийской». На формирование мировоззрения Гуриновича оказал влияние марксизм, а также идеи дворянских революционеров и народников 1880-х годов.
Арестован 16 июня 1893 в Вильно, где намеревался встретиться со Станиславой Петкевич, доставлен в Санкт-Петербург. Отбыл несколько дней в доме предварительного заключения, затем провёл около полугода в Петропавловской крепости. Из-за болезни отправлен под надзор полиции в родительский фольварк Кристинополь, где умер от чёрной оспы. Впервые его произведения опубликовал Бронислав Тарашкевич (со вступительной статьёй) в 1921 году в газете «Белорусский колокол».

## Творчество
Писал на белорусском, польском, русском языках. В поэзии был последователем Франтишка Богушевича. основная часть творчества поэта — белорусские стихи.
При жизни поэтические произведения не печатались, но в журнале «Wisła» печатал народные песни, этнографические материалы. Произведение Гуриновича «Сборник белорусских произведений (Из Вишневской волости, Жодинской парафии, Свентянского уез. Виленской губернии» было напечатано в журнале Краковской академии наук «Zbor wiadomosci do antropologii krajowej».
Переводил произведения Н. Некрасова, А. Толстого, А. Пушкина, И. Крылова, И. Франко, Э. Ожешко, А. Мицкевича и др.
Считается автором белорусского агитационного произведения "Дядька Антон", которое является переработанным вариантом польской агитационной брошюры «Отец Симон», в свою очередь представляющий перевод с русского языка сочинения русского экономиста А.Иванова (В.Варзара) «Хитрая механика».

## Память
В честь Адама Гуриновича в Вилейке названа улица, а в Мяделе — переулок.